# Michele Camillo Ferrari

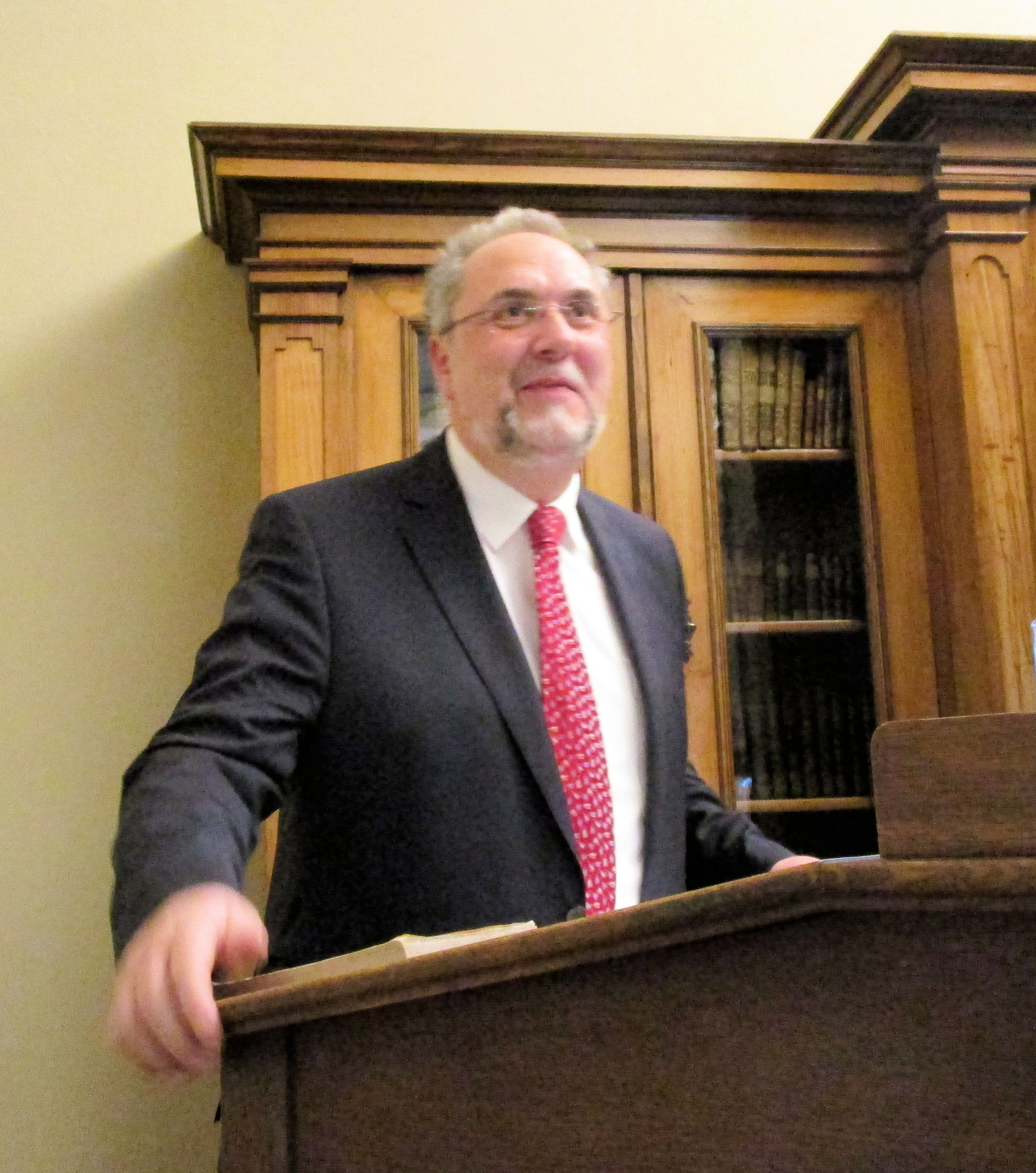
Michele Camillo Ferrari

Michele Camillo Ferrari (* 11. Mai 1964 in Bellinzona) ist ein Schweizer Mittellateinischer Philologe.

## Leben
Michele C. Ferrari stammt aus einer Familie, die seit dem 15. Jh. in der Gemeinde Lodrino zum lokalen Landpatriziat gehört und aus der verschiedene Persönlichkeiten, wie das Gründungsmitglied des Tessiner Gran Consiglio (Kantonsparlament) Martino Ferrari (1746–1822) und der Anwalt und Politiker Franco Ferrari (1924–2014), hervorgegangen sind. Nach dem mit dem Rotary-Preis ausgezeichneten Klassisch-Humanistischen Abitur in Bellinzona 1983 und einem Sprachaufenthalt in Oxford 1983–1984 studierte er Lateinische Philologie des Mittelalters und der Neuzeit, Klassische Philologie und Mittelalterliche und Neuere Geschichte in Heidelberg und Köln. In Heidelberg wurde er 1992 bei Walter Berschin summa cum laude promoviert. Es folgte eine Periode als Forscher des Schweizerischen Nationalfonds (SNF) an der École des hautes études en sciences sociales und am Institut de recherche et d’histoire des textes in Paris 1993–1994, bis Peter Stotz ihn als Assistent nach Zürich holte. Hier habilitierte er sich 1998 für das Fach Lateinische Philologie des Mittelalters und der Neuzeit mit einer Arbeit über Hrabanus Maurus und die karolingische Kultur. Im Jahre 2000 gehörte er zur ersten Kohorte der SNF-Förderprofessoren, 2002 wurde er als Nachfolger von Peter Christian Jacobsen zum Professor für Lateinische Philologie des Mittelalters und der Neuzeit an der Friedrich-Alexander-Universität Erlangen-Nürnberg ernannt. 2008 lehnte er einen Rückruf nach Zürich ab.
Er war Gastprofessor an der Ecole des hautes études en sciences sociales, Gastdozent in Zürich, Berno und Seminarleiter an mehreren Universitäten weltweit.
Seit 2007 leitet er das Internationale Graduiertenprogramm SCRIPTO (Scholarly Codicological Research, Information & Palaeographical Tools), das der Weiterbildung junger Mediävisten und Frühneuzeitler gewidmet ist und u. a. regelmäßig angebotene Elite-Sommerkurse in der Stiftsbibliothek St. Gallen (Paläographie), in der Stadtbibliothek Nürnberg (Buchmalerei) und in der Herzog August Bibliothek in Wolfenbüttel (Digitale Handschriftenkatalogisierung) umfasst.
2008 wurde er zum Korrespondierenden Mitglied der Reial Acadèmia de Bones Lletres in Barcelona gewählt, 2016 zum Mitglied der Akademie gemeinnütziger Wissenschaften zu Erfurt.
Er ist Mitglied der Wissenschaftlichen Kommission „Deutsche Inschriften“ an der Heidelberger Akademie der Wissenschaften und seit 2016 Stellvertretender Vorsitzender im Beirat „Mittelalterliche Überlieferung“ an der Bayerischen Akademie der Wissenschaften in München.
Ferrari war Gründungsmitglied des Kompetenzzentrums Zürcher Mediävistik, des Erlanger Zentrums Alte Welt und des neu aufgestellten Erlanger Interdisziplinären Zentrums für Mittelalter- und Renaissancestudien (IZEMIR), dessen Vorstand er lange angehörte. Von 2003 bis 2005 war er im Beirat des Mediävistenverbandes, und von 2005 bis 2009 übernahm er die Position des Vizepräsidenten dieses Verbandes. Als Mitglied gehört er zudem weiteren Organisationen an, wie der Classical Association, der Società internazionale per lo studio del medioevo latino in Florenz und der Société des antiquaires de France.
Ferrari ist Mitglied des Wissenschaftlichen Beirates bzw. des Herausgeberteams mehrerer Wissenschaftlichen Zeitschriften und Reihen (Atene y Roma; Bibliologia; Italia medievale e umanistica; Scrittori latini dell’europa medievale; Collationes, Studi sul pensiero tardo-antico, medievale e umanistico; FAU Studien der Philosophischen Fakultät).
Er hat Ausstellungen in Rom (Il volto di Cristo, Sektion „Volto Santo“, 2000) und dem Germanischen Nationalmuseum in Nürnberg (Die Gumbertusbibel, 2014) betreut.

## Schriften als Verfasser und (Mit-)Herausgeber (Auswahl)
- Sancti Willibrordi venerantes memoriam. Echternacher Schreiber und Schriftsteller von den Angelsachsen bis Johann Bertels. Ein Überblick (= Publications du CLUDEM. 6). CLUDEM, Luxembourg 1994, ISBN 2-919979-03-5.
- Thiofridi abbatis Epternacensis Flores epytaphii sanctorum (= Corpus Christianorum. Continuatio mediaevalis. 133). Brepols, Turnhout 1996, ISBN 2-503-04331-3 (Zugleich: Heidelberg, Ruprecht-Karls-Universität, Dissertation, 1992).
- Il „Liber sanctae crucis“ di Rabano Mauro. Testo, immagine, contesto (= Lateinische Sprache und Literatur des Mittelalters. 30). Peter Lang, Bern u. a. 1999, ISBN 3-906762-17-3 (Zugleich: Zürich, Universität, Habilitations-Schrift, 1998).
- als Herausgeber: Ernst August Evers: Über die Schulbildung zur Bestialität. Eine Streitschrift zugunsten der humanistischen Bildung. Nachdruck der Edition Aarau 1807. Manutius, Heidelberg 2002, ISBN 3-925678-95-6.
- als Herausgeber: Vil guote Buecher zuo Sant Oswalden. Die Pfarrbibliothek in Zug im 15. und 16. Jahrhundert. Chronos, Zürich 2003, ISBN 3-0340-0665-9.
- als Herausgeber: Johann Caspar von Orelli: Vita di Dante (= Collana Pro Grigioni italiano. 10). Nachdruck der Ausgabe Coira, Otto, 1822. Armando Dadò, Locarno 2005, ISBN 88-8281-160-3.
- als Herausgeber mit Anna Pawlik: Die Gumbertusbibel. Goldene Bilderpracht der Romanik. Germanisches Nationalmuseum, Nürnberg 2014, ISBN 978-3-936688-85-6 (Ausstellungskatalog).
- als Herausgeber: Saints and the City. Beiträge zum Verständnis urbaner Sakralität in christlichen Gemeinschaften (5.–17. Jh.) (= FAU-Studien aus der Philosophischen Fakultät. 3). FAU University Press, Erlangen 2015, ISBN 978-3-944057-29-3  (Digitalisat).
- als Herausgeber mit Beat Kümin: Pfarreien in der Vormoderne. Identität und Kultur im Niederkirchenwesen Europas (= Wolfenbütteler Forschungen. 146). Harrassowitz Verlag in Kommission, Wiesbaden 2017, ISBN 978-3-447-10488-3.
- als Herausgeber mit Klaus Herbers, Christiane Witthöft: Europa 1215. Politik, Kultur und Literatur zur Zeit des IV. Laterankonzils (= Beihefte zum Archiv für Kulturgeschichte. 79). Böhlau, Wien u. a. 2018, ISBN 978-3-412-50381-9.

Verzeichnis der Publikationen.